# Фрейр
Фрейр (также Фрей, др.-сканд. Freyr, букв. «господин»), также Ингви (др.-сканд. Ingvi), Ингви-Фрейр — в германо-скандинавской мифологии бог плодородия, мира, процветания и мужской силы, податель солнечного света, ясной погоды и доброго урожая. Происходит из рода ванов, сын вана Ньёрда. Отец Фрейра, Ньёрд, в свою очередь — заложник, оставленный ванами в Асгарде после заключения мира между асами и ванами. Сестра-близнец Фрейра — Фрейя.
Фрейр мало уступает в красоте самому Бальдру и так же добр, как его отец Ньёрд. Он не любит войн и ссор и покровительствует миру на земле как между отдельными людьми, так и между целыми народами. Священное животное Фрейра — кабан. В легендах упоминается, что Фрейр получил от Двалина корабль Скидбладнир, а от Синдри — вепря Гуллинбурсти. В качестве «зубного подарка» боги даровали Фрейру Льёсальвхейм.
От имени Фрейра Ингви происходят многочисленные германские имена: Ингвар, Ингмар, Ингеборга, Ингрид и др.
Прибыв в Скандинавию, Один поселил Фрейра в Уппсале. После смерти Ньёрда тот стал правителем шведов. Фрейр построил в Уппсале большое капище и жил мирно; согласно «Саге об Инглингах», при нём начался «мир Фроди».
Фрейр был женат на Герд, дочери Гюмира (о сватовстве к ней рассказывается в «Поездке Скирнира»), и имел от неё сына Фьёльнира. В честь Фрейра его потомки стали называться Инглингами.
В «Перебранке Локи» Локи упрекает Фрейра в том, что от него родила его сестра Фрейя.